# Ibrahim Kargbo Junior
Ibrahim Kargbo (3 januari 2000) is een Belgisch voetballer die bij voorkeur als spits speelt. Hij was Belgisch jeugdinternational. Kargbo 'Junior' is de zoon van oud-voetballer Ibrahim Kargbo.

## Clubcarrière
Kargbo begon zijn carrière bij KFCO Beerschot Wilrijk, Reading FC en Crystal Palace FC. In januari 2018 tekende hij een contract bij Roeselare. Hij maakte zijn debuut in de Eerste klasse B op 22 april 2018 op het terrein van AFC Tubize. Dertien minuten voor tijd kwam hij Marko Maletić vervangen.

## Clubstatistieken
| Seizoen     | Club               | Competitie                   | Competitie | Competitie | Beker | Beker | Internationaal | Internationaal | Totaal | Totaal |
| Seizoen     | Club               | Competitie                   | Wed.       | Dlp.       | Wed.  | Dlp.  | Wed.           | Dlp.           | Wed.   | Dlp.   |
| ----------- | ------------------ | ---------------------------- | ---------- | ---------- | ----- | ----- | -------------- | -------------- | ------ | ------ |
| 2017/18     | KSV Roeselare      | Eerste klasse B              | 2          | 0          | 0     | 0     | —              | —              | 2      | 0      |
| 2018/19     | KSV Roeselare      | Eerste klasse B              | 8          | 0          | 1     | 0     | —              | —              | 9      | 0      |
| 2019/20     | KSV Roeselare      | Eerste klasse B              | 3          | 0          | 0     | 0     | —              | —              | 3      | 0      |
| 2019/20     | Lierse Kempenzonen | Eerste klasse amatteurs      | 10         | 2          | 0     | 0     | —              | —              | 10     | 2      |
| 2019/20     | Dynamo Kiev U19    | Premjer Liha reserves en U19 | ?          | ?          | ?     | ?     | —              | —              | ?      | ?      |
| Club totaal | Club totaal        | Club totaal                  | 23         | 2          | 1     | 0     | 0              | 0              | 24     | 2      |

Bijgewerkt op 21 januari 2019

## Nationale ploeg
Kargbo doorliep verschillende Belgische jeugdteams. Hij maakte op 9 november 2017 zijn debuut bij de onder 18 tegen Ierland. Op 10 september 2018 werd hij door bondscoach Wesley Sonck in het elftal gebracht voor de wedstrijd tegen Engeland.